# Губин (Володимирський район)
Гу́бин — село в Україні, у Затурцівській сільській громаді Володимирського району Волинської області. Населення становить 694 особи.

## Географія
Неподалік від села розташовані: ботанічний заказник загальнодержавного значення «Губин», загальнозоологічний заказник місцевого значення «Губинський резерват», а також ботанічна пам'ятка природи «Сосна звичайна велетень».
Село розташоване на правому березі річки Війниці.

## Історія
У 1906 році село Киселинської волості Володимир-Волинського повіту Волинської губернії. Відстань від повітового міста 24 верст, від волості 17. Дворів 53, мешканців 399.
До 20 червня 2018 року село підпорядковувалось Війницькій сільській раді Локачинського району Волинської області.
З 20 червня 2018 року у складі Війницької сільської об'єднаної територіальної громади.
Після ліквідації Локачинського району 19 липня 2020 року село увійшло до Володимир-Волинського району.

## Населення
Згідно з переписом УРСР 1989 року чисельність наявного населення села становила 676 осіб, з яких 327 чоловіків та 349 жінок.
За переписом населення України 2001 року в селі мешкали 684 особи.

### Мова
Розподіл населення за рідною мовою за даними перепису 2001 року:
| Мова       | Кількість | Відсоток |
| ---------- | --------- | -------- |
| українська | 689       | 99.28%   |
| російська  | 5         | 0.72%    |
| Усього     | 694       | 100%     |

## Відомі люди
- Пугач Олександр Іванович — солдат Збройних сил України, учасник російсько-української війни.
- Пасичнюк Максим Вікторович (1978—2018) — молодший сержант Збройних сил України, учасник російсько-української війни.
- Юзеф Ігнацій Крашевський (1812–1887) – польський письменник і публіцист. У 1848 році Крашевський продав Городок, переїхав до села Губин і жив тут до 1853 року[8].